# O poselstwie
O poselstwie stgr. Περὶ παραπρεσβείας (Perí parapresbeías) lub O przeniewierczym poselstwie – mowa sądowa autorstwa Ajschinesa wygłoszona we własnej obronie w jako odpowiedź na oskarżenie Demostenesa o wzięcie łapówki od Filipa II.

## Tło polityczne
W połowie IV wieku p.n.e. Ateny znajdowały się w stanie wojny z Macedonią. Z jednej strony opowiedziały się po przeciwnej niż Filip II Macedoński stronie w wojnie świętej, z drugiej wspierały Związek Chalkidzki, w 349 roku p.n.e. zaatakowany przez Filipa. Król Macedonii w 348 roku p.n.e. zdobył Olint – główną polis Chalkidy, po czym zrównał miasto z ziemią. Do niewoli trafili ateńscy żołnierze, wysłani jako wsparcie chalkidzkim sprzymierzeńcom. W 357 roku p.n.e. Filip zaproponował Ateńczykom pokój, co, zaniepokojeni losem jeńców, byli skłonni rozważać. Na eklezji w 346 roku p.n.e. Filokrates zaproponował wysłanie dziesięciu posłów do Pelli, co też zgromadzenie zatwierdziło. W kilka tygodni po powrocie poselstwa eklezja zatwierdziła pokój i wysłała kolejne. W składzie obu poselstw znaleźli się Ajschines i Demostenes. Po powrocie z drugiego poselstwa, latem 346 roku p.n.e. między mówcami doszło do konfliktu. Demostenes zarzucił Ajschinesowi przyjęcie łapówki od Filipa II, w związku z czym polityk poszedł na znaczne ustępstwa wobec macedońskiego króla. Demostenes chciał, za pośrednictwem swojego poplecznika Timarchosa, oskarżyć Ajschinesa przed ateńskim sądem. Do ataku zamierzali wykorzystać procedurę składania sprawozdań – euthyna. Ajschines wstrzymał swój proces samemu oskarżając Timarchosa o to, że z racji uprawiania prostytucji w wieku młodzieńczym utracił częściowo prawa obywatelskie. 
Proces Timarchosa odbył się w roku 346/345 p.n.e. Zakończył się on zwycięstwem Ajschinesa, które wzmocniło jego pozycję w sporze z Demostenesem. Ten jednak nie zrezygnował z oskarżenia swojego przeciwnika. Przedtem jednak, w ramach walk stronnictwa antymacedońskiego Demostenesa ze zwolennikami pokoju, oskarżony został w ramach procedury eisangelia Filokrates. Twórca pokoju uciekł z Aten przed oskarżeniami o zdradę na rzecz Filipa i zaocznie otrzymał wyrok śmierci. Następnie Demostenes doprowadził do skazania na śmierć, jako macedońskiego szpiega, Anaksinosa. Mimo tych okoliczności Ajschynios postanowił spróbować obrony przed oskarżeniami Demostenesa i przygotował mowę obronną. Proces odbył się w 343 roku p.n.e., trybunał orzekał najprawdopodobniej w składzie tysiąca osób. 

## Mowa
Mowa Ajschinesa jest odpowiedzią na mowę Demostenesa O przekroczeniu uprawnień poselskich. Ajschines szczegółowo opisuje wszystkie okoliczności jakie towarzyszyły negocjacjom Ateńczyków z Filipem II, w szczególności oba poselstwa. Porusza również kwestie dotyczące swojego życia prywatnego. Opowiada o swoim ojcu, który miał wziąć udział w obaleniu Trzydziestu Tyranów, czym podkreśla demokratyczne tradycje swojej rodziny. Na swoją rozprawę Ajschines przyszedł ze swoimi niepełnoletnimi dziećmi, aby ich prośby wzbudziły w sędziach litość. Wyzyskał w swojej mowie również poparcie wpływowych polityków, na czele ze strategiem Eubulosem. 
Mowa doprowadziła do zwycięstwa Ajschinesa, było to jednak zwycięstwo marginalne – różnicą 30 głosów, a pozycja Demostenesa umacniała się.

## Ważniejsze wydania i tłumaczenia

### Wydanie
- Aeschines: Orationes. M.R. Dilts (opracowanie). Stutgardiae et Lipsiae: 1997, seria: Bibliotheca Scriptorum Graecorum et Romanorum Teubneriana. (stgr. • łac.). Brak numerów stron w książce

### Tłumaczenia
- On the embassy. W: Ajschines: The speeches of Aeschines, with an English translation by Charles Darwin Adams. Charles Darwin Adams (tłumaczenie). Cambridge–London: 1919, seria: The Loeb Classical Library. (ang.). Brak numerów stron w książce
- Sur l'ambasade infidèle. W: Eschine: Discour. V. Martin, G. Budé (tłumaczenie i opracowanie). T. I. Paris: 1927. (fr.). Brak numerów stron w książce
- O przeniewierczym poselstwie. W: Ajschines, Demostenes: Ajschinesa 1. Mowy: a) przeciw Tymarchowi – b) o przeniewierczym poselstwie – c) Przeciw Ktezyfontowi czyli o wieńcu; 2. Rzekomych listów dwanaście, oraz Demostenesa Mowy: a) o przeniewierczym poselstwie b) o wieńcu, czyli w obronie Ktezyfonta. Ludwik Małecki (tłumaczenie). Nowy Sącz: 1906. (pol.). Brak numerów stron w książce
- O poselstwie. W: Ajschines: Mowy. Włodzimierz Lengauer (przełożył, wstępem i przypisami opatrzył). Warszawa: Prószyński i S-ka, 2004, seria: Biblioteka Antyczna. ISBN 83-7337-855-3. (pol.). Brak numerów stron w książce